# Вічитра віна
Вічи́тра ві́на (гінді विचित्र वीणा, англ. vichitra veena) — індійський струнно-щипковий музичний інструмент, який являє собою достатньо широку (15,2 см), рівну, горизонтально покладену дощечку близько трьох футів завдовжки (92 см) із двома гарбузоподібними резонаторами на кінцях, так званими тумбами. Резонатори, зазвичай оздоблюють різьбленням із слонової кістки, а кінці інструменту загинають у вигляді голів павичів — національних птахів Індії.

## Походження
Офіційною датою «народження» вічитри віни вважають XVII ст. (в деяких джерелах згадується XIX ст.), та індуси вірять, що інструменту не менш як 2000 років. Вважається, що звучання вічитри є найчистішим мелодійним звуком, тож саме від неї, так чи інакше, беруть свій початок усі решта музичних інструментів.

## Структура
Вічитру віну виготовляють із тикового дерева, а величезні округлі резонатори — із висушених порожнинних гарбузів. Інструмент має 4 основних струни і 5 допоміжних (резонансних), яких торкаються мізинцем для утворення більш басового (волинкоподібного) звучання. Окрім поздовжніх, на деці інструменту є і 13 (11) поперечних струн, які регулюються відповідними важелями збоку.
Щоб відтворити мелодію, музи́ка вказівним пальцем правої руки смикає за поздовжні струни, а лівою рукою водить по них особливою скляною кулькою батта (чи скляним валиком), які виступають як плектр. Для поліпшення коефіцієнту тертя, струни змащують кокосовою олією.
Вічитра віна використовується, здебільшого як фольклорний інструмент, тому твори для неї не можуть похвалитися вишуканістю нотного наповнення. Широкої популярності вічитра набула завдяки музиці Др. Лалмані Місра (Dr. Lalmani Misra), який вдосконалив техніку гри на цьому інструменті та створив низку показових композицій.
Вічитру віну разом із кількома іншими індійськими музичними інструментами ЮНЕСКО планує додати до Фонду Міжнародного Культурного Спадку.